# Jigsaw (Unternehmen)
Jigsaw, ehemals Google Ideas, ist ein Technologie-Inkubator, der von Google erstellt wurde, und nun eine Tochtergesellschaft von Alphabet Inc. ist. Seinen Hauptsitz hat das Unternehmen in New York City.
Jigsaw widmet sich dem Verständnis globaler Herausforderungen und der Anwendung technologischer Lösungen für die Bekämpfung von Extremismus, Online-Zensur und Cyber-Attacken bis hin zum Schutz des Zugangs zu Informationen. Jared Cohen, früher im Policy Planning Committee im US State Department tätig, ist der Gründer und Präsident von Jigsaw und war früher Gründer und Direktor von Google Ideas.

## Geschichte

### Google Ideas
Im Jahr 2010 näherte sich Eric Schmidt Jared Cohen, um Google Ideas als „think / do tank“ - Unternehmen zu gründen und damit Fragen an der Schnittstelle von Technologie und Geopolitik zu erforschen. Er arbeitete an Projekten, die Aktivisten und unabhängige Medien vor Cyber-Attacken schützen sollten. Google Ideas setze sich ebenfalls das Ziel Zensuren innerhalb eines Jahrzehntes zu beenden.
Unter der Leitung von Jared Cohen und einem Google-Team von Ingenieuren, Forschern, Produktmanagern und Politikexperten zusammen wurden Ideen erarbeitet, um solche Schwierigkeiten zu beheben. Das Team veranstaltete auch eine Reihe von Konferenzen, die jüngste war der ‘Conflict in a Connected World Roundtable Series‘, in Partnerschaft mit dem ‘Council of Foreign Relations Center of Preventative Action‘. Dabei wurden seine Verbindungen mit dem US-Außenministerium und seinen „Regimewechsel“ -Aktivitäten näher untersucht.

### Jigsaw
Im Februar 2016 kündigte Eric Schmidt die Erweiterung von Google Ideas zu einem Technologie-Gründerzentrum namens Jigsaw an. Die Namensgebung erklärte Schmidt mit den Worten: „[der Name] spiegelt unsere Überzeugung wider, dass die kollaborative Problemlösung die besten Lösungen liefert“. Die Mission des Teams sei es, „die Technologie zu nutzen, um die härtesten geopolitischen Herausforderungen zu bewältigen […], um die Online-Zensur zu durchbrechen, um die Bedrohungen, die mit digitalen Angriffen verbunden sind, zu verringern“. Des Weiteren solle Jigsaw von nun an mehr Ressourcen und Konstruktionstechniken von Alphabet nutzen, um anspruchsvollere Produkte zu bauen.

## Projekte

### Projekt „Shield“
Projekt Shield ist ein kostenloser Anti-DDOS Service, der von Jigsaw für Webseiten angeboten wird, die „Medien, Wahlen und Menschenrechtsbezogene Inhalte“ aufweisen. Ziel des Projektes sei es vor allem kleinere und neuere Websites zu schützen, die anfällig für DDOS-Angriffen seien. Dies ist eine ähnliche Dienstleistung, wie die, die von Unternehmen wie Cloudflare angeboten wird. Google hatte ursprünglich das Projekt Shield auf ihrer Ideenkonferenz am 21. Oktober 2013 angekündigt. Der Service wurde zunächst nur vertrauenswürdigen Testern angeboten; am 25. Februar 2016 aber eröffnete Google den Service für jede qualifizierende Website. Der Dienst arbeitet, indem er Websites über Google-IPs verwendet. Der Verkehr wird dabei durch einen Google-eigenen Reverse-Proxy geführt, der schädlichen Verkehr identifiziert und filtert.
Project Shield bietet Nachrichten, Menschenrechts- und Wahlüberwachungsseiten Schutz vor DDoS-Cyber-Attacken durch ein System des Cachings (Speicherung der Daten von der geschützten Website, um die Belastung auf der Website zu reduzieren). Es filtert auch den Verkehr, um DDoS-Angriffe zu verhindern. Project Shield ist auf Google Cloud Platform gebaut. Es wird kostenlos an qualifizierte Webseiten unabhängiger Journalisten, Menschenrechtler und Wahlforscher zur Verfügung gestellt.
Project Shield rettete vor allem den Sicherheits-Blog von Brian Krebs von einem beispiellosen DDoS-Angriff, der die Website völlig offline geschlagen hätte.

### uProxy
uProxy ist eine Erweiterung für verschiedene Webbrowser (z. B. Chrome und Firefox), mit denen Benutzer über einen Webproxy auf das Internet zugreifen können. Die Erweiterung funktioniert, indem es dem Benutzer ermöglicht, seine Internetverbindung mit jemand anderem zu teilen. Die Erweiterung soll den Benutzern, oftmals in repressiven Gesellschaften, einen sichereren Zugang zum Internet ermöglichen, ohne dabei überwacht zu werden. Jigsaw finanzierte diese Entwicklung, die von der University of Washington und „Brave New Software“ (die Organisation von der das Anti-Zensur-Tool Lantern stammt) durchgeführt wurde. Es wurde in über hundert Ländern verwendet und ist sogenannte free/libre Software unter Apache-Lizenz 2.0.

### Conversation AI
Conversation AI ist Software, die von Jigsaw „entworfen [wurde], um das maschinelle Lernen zu verwenden und um automatisch die Sprache des Missbrauchs und der Belästigung zu erkennen“. Bei diesem Projekt hatte das Unternehmen eng mit der New York Times und Wikipedia zusammengearbeitet. Beide waren die ersten Plattformen, die den Belästigungsdetektor auf ihren Diskussions-/Kommentarseiten verwendeten, um Millionen von Kommentaren zu sichern und dazu beizutragen, die maschinelle Lernsoftware zu trainieren.

### Redirect Method
Die „Redirect Method“ wurde zusammen mit dem Anti-Terrorismus-Startup Moonshot entwickelt, um die Rekrutierung neuer Mitglieder für Terror-Organisationen wie die IS zu bremsen, und basiert auf Targeted Advertising. Personen, die nach einschlägigen Stichworten suchen, bekommen stattdessen „Werbung“ für deradikalisierende Inhalte angezeigt, wie YouTube-Videos von IS-Aussteigern. Die Methode wurde später auch für andere Anwendungsfälle, etwa zur Bekämpfung von Corona-Falschinformationen, eingesetzt.

### Andere Projekte
Andere Jigsaw-Projekte sind zum Beispiel Password Alert, Unfiltered.news, Digital Attack Map und Montage (abgestuft auf Storyful). Password Alert schützt vor Phishing-Attacken. Unfiltered.news nutzt die Google News Daten, um Nutzern anzuzeigen, welche Nachrichten und Themen von Nutzern auf der ganzen Welt beliebt sind. Die „Digital Attack Map“ zeigt die Top-Digital-Angriffe in der Welt in Echtzeit. Montage ist ein Programm, das „Kriegs-Korrespondenten und gemeinnützige Organisationen erlaubt, ihre Analyse als YouTube-Videos vervielfachen zu können, um Konflikte zu verfolgen und Beweise für Menschenrechtsverletzungen zu sammeln.“